# SH011
SH011（えすえいち ぜろいちいち）は、シャープによって日本国内向けに開発された、auブランドを展開するKDDIおよび沖縄セルラー電話のCDMA 1X WIN（後のau 3G）対応携帯電話である。

## 概要
- SH004の事実上の後継機種で、カメラ機能が809万画素から957万画素にグレードアップしている。
- デザイン面では、ボディに多層膜コートを施しており、金属調のフレームを採用して高級感を演出している。また、NTTドコモ向けの同社製端末SH-02Aと類似したデザインとなっている。
- ちなみに同社製の個人向けau携帯電話としては最後のKCP+／EV-DO Rev.A対応機種であり、既存のKCP+／EV-DO Rev.Aに対応した個人向けau携帯電話としても最後に発売された機種となっている[5]。
- なお、国内向けスマートフォンのラインアップの充実に本腰を入れる理由で、一連の同社製のau向けフィーチャーフォンとしては2015年2月20日に発売を開始したAndroid搭載フィーチャーフォン（ガラホ）のAQUOS K SHF31が登場するまで一旦撤退する事となった。

## 歴史
- 2010年（平成22年）10月18日 - KDDI、およびシャープより公式発表。
- 2011年（平成23年）1月28日 - 九州地区を除く残りの全地区にて発売開始。
- 2011年1月29日 - 九州地区にて発売開始。
- 2011年10月 - 沖縄地区を除き販売終了。
- 2012年（平成24年）4月 - 沖縄地区にて販売終了。
- 2012年7月22日 - L800MHz（旧800MHz帯・CDMA Band-Class 3）帯によるサービスの停波によりそれ以降はN800MHz（新800MHz帯・CDMA Band-Class 0）帯および2GHz（CDMA Band-Class 6）帯の各サービスで利用する事となる。

## 主な機能・サービス
- AQUOS Blu-rayレコーダー連携機能

| 主な対応サービス                                                                      | 主な対応サービス                                | 主な対応サービス                                                                 | 主な対応サービス                                                   |
| ------------------------------------------------------------------------------------- | ----------------------------------------------- | -------------------------------------------------------------------------------- | ------------------------------------------------------------------ |
| LISMO! (着うたフル/着うたフルプラス) (LISMOビデオクリップ) (LISMO Video) (LISMO Book) | EZケータイアレンジ ティーンズモード             | バーコードリーダー&メーカー                                                      | PCサイトビューアー                                                 |
| au BOX                                                                                | ワイヤレスミュージック (カーナビ×LISMO! 対応)   | au Smart Sports Run & Walk Karada Manager ゴルフ フイットネス カロリーカウンター | EZナビウォーク                                                     |
| EZ助手席ナビ                                                                          | 安心ナビ                                        | 災害時ナビ                                                                       | ナカチェン                                                         |
| EZアプリ FullGame! Bluetooth対戦                                                      | EZアプリ(B)                                     | オープンアプリプレイヤー                                                         | PCドキュメントビューアー                                           |
| アレンジメニュー                                                                      | マルチプレイウィンドウ クイックアクセスメニュー | じぶん銀行アプリ                                                                 | EZ・FM                                                             |
| EZチャンネル EZチャンネルプラス EZニュースフラッシュ EZニュースEX                     | Bluetooth                                       | Touch Message                                                                    | EZ FeliCa                                                          |
| ケータイ de PCメール                                                                  | デコレーションメール                            | デコレーションアニメ                                                             | au one メール                                                      |
| 緊急通報位置通知 緊急地震速報                                                         | ワンセグ                                        | グローバルパスポート (CDMA) （現・au世界サービス）                               | 赤外線通信 (IrSimple・IrSS) 無線LAN機能 (Wi-Fi WIN) auフェムトセル |

## その他
「run for money 逃走中」で過去利用されていたの自首用電話。